# Ліберзон Володимир Михайлович
Володимир Михайлович Ліберзон (рос. Влади́мир Миха́йлович Либерзо́н; нар. 23 березня 1937, Москва - 4 серпня 1996) – ізраїльський шахіст російського походження, гросмейстер від 1965 року.

## Шахова кар'єра
Від початку 1970-х років належав до широкої когорти провідних радянських шахістів, кілька разів взявши участь у фіналі чемпіонату СРСР. Найближче до завоювання медалі був 1968 року в Алма-Аті, де посів 4-те місце. 1973 року як перший радянський шахіст отримав згоду на виїзд з країни і емігрував до Ізраїлю, ставши основним гравцем збірної країни. Між 1974 і 1980 роками чотири рази виступив на шахових олімпіадах, зокрема тричі на 1-й шахівниці. 1974 року виборов титул чемпіона Ізраїлю, а в 1976 році єдиний раз у своїй кар'єрі зіграв на міжзональному турнірі (відбіркового циклу чемпіонату світу), посівши у Білі 13-те місце.
Досягнув низки успіхів на міжнародних турнірах, зокрема: посів 1-ше місце в Москві (1963, 1964, 1965), 2-ге місце в Лейпциг (1965), 1-ше місце в Цинновіці (1967), 1-ше місце в Дебрецені (1968, Меморіал Лайоша Асталоша), посів 2-ге місце в Амстердамі (1969), 3-тє місце в Дубні (1971), 1-ше місце у Венеції (1974), посів 1-ше місце в Лоун Пайн (1975), поділив 2-ге місце в Нетаньї (1975), поділив 2-ге місце в Рейк'явіку (1975), поділив 1-ше місце в Беер-Шеві (1976), поділив 1-ше місце в Нетаньї (1977), 3-тє місце в Амстердамі (1977), поділив 1-ше місце в Лоун Пайн (1979).
Найвищий рейтинг Ело в кар'єрі мав станом на 1 січня 1978 року, досягнувши 2555 очок ділив тоді 31-35-те місце в світовому рейтинг-листі ФІДЕ, одночасно займаючи 1-ше місце серед ізраїльських шахістів.